# Бней-Аиш
Бней-Айш (ивр. בני עי"ש‎) — посёлок городского типа в Центральном округе; находится в 3 км к югу от Гедеры, в 30 км к югу от Тель-Авива.
В названии использована аббревиатура имени раввина и каббалиста Акивы Йосефа Шлезингера (עקיבא יוסף שלזינגר ,י''שע)
Основан 7 октября 1957 года выходцами из Йемена из движения Агудат Исраэль. С начала 1990-х годов в поселке были построены новые районы, которые были заселены в основном репатриантами из стран бывшего СССР, которые составляют на сегодня около трети жителей посёлка.
Достопримечательностью поселка являются две кирпичные водонапорные башни времен британского мандата.

## Население
По данным Центрального статистического бюро Израиля, население на начало 2020 года составляло 6 978 человек.